# Druhá křížová výprava proti husitům
Druhá křížová výprava proti husitům bylo vojenské tažení proti husitským Čechám, které probíhalo od léta roku 1421 do počátku roku 1422. Výprava byla vyhlášena koncem května 1421 z iniciativy porýnských kurfiřtů, kteří byli rozhořčeni z nezdaru první výpravy, z jejíhož neúspěchu obviňovali římského a uherského krále Zikmunda Lucemburského. Této, v pořadí již druhé výpravě proti českým kacířům, jejíž počátek byl ohlášen na 23. srpna do Chebu, požehnal římský kardinál Branda Castiglione. Výpravu posléze vojensky podpořil také král Zikmund Lucemburský. Křižácké sbory, které do Českého království směřovaly z několika směrů, měly v plánu postupovat na hlavní město Prahu a jejím obsazením tak udeřit v centru husitského hnutí.
Kvůli špatné koordinaci křižáckých vojsk však došlo ještě na počátku října 1421 k odražení jejich pokusu o dobytí Žatce a v lednu následujícího roku k několika těžkým porážkám Zikmunda Lucemburského hejtmanem Janem Žižkou z Trocnova v  bitvách u Kutné Hory. Porážka druhé křížové výpravy umožnila stabilizaci a upevnění husitského hnutí v českých zemích. Až do vpádu saských, míšeňských a durynských vojsk v roce 1427 si Čechy netroufla napadnout žádná početnější zahraniční armáda.

## Události předcházející výpravě
Rozpad první křížové výpravy a následná drtivá porážka Zikmundova vojska pod Vyšehradem umožnily kališníkům upevnit své pozice v českých zemích. Do rukou husitů padly Zikmundovy pevnosti Vyšehrad a Pražský hrad. Došlo k vytvoření táborského, východočeského, pražského a žatecko-lounského svazu, jež postupně stabilizovaly své pozice a dokonce zatlačily české katolíky do defenzivy. 3.–7. června 1421 se v Čáslavi konal sněm, na němž došlo ke zvolení prozatímní dvacetičlenné zemské vlády. V reakci na to se v Praze dík převratu dostal k moci radikální kněz Jan Želivský.

### Vyhlášení křížové výpravy
Ostudná porážka první kruciáty vedla v říši k ostré kritice krále Zikmunda Lucemburského. Nejhlasitěji projevovali nespokojenost především porýnští kurfiřti, kteří tvořili královu říšskou „opozici“. Právě z iniciativy mohučského arcibiskupa Konráda, rýnského falckraběte Ludvíka, kolínského arcibiskupa Dětřicha z Mörsu a trevírského arcibiskupa Oty ze Ziegenhainu byla koncem května 1421 ve Weselu svolána na 23. srpna druhá křížová výprava do Čech. Nový papežský nuncius, římský kardinál Branda Castiglione akci kurfiřtů podpořil a sám dal vyhlásit tažení do kacířských Čech 5. června téhož roku. Na nunciovy opakované výzvy zareagovali kromě říšských kurfiřtů také zástupci míšeňských markrabat, slezských knížat a řady významných měst včetně Vratislavi, kteří o připojení se k výpravě jednali 24. června ve Zhořelci. Zástupci[kdo?] katolíků ze zemí Koruny české si zde pro zahájení výpravy vyžádali souhlas krále Zikmunda, který měl tažení rovněž vojensky podpořit.

### Křižácký plán
Katolická vojska měla do Čech vpadnout z několika směrů a společně oblehnout a dobýt Prahu. Hlavní síly z Říše, vedené falckrabětem Ludvíkem a arcibiskupy z Trevíru a Kolína nad Rýnem, měly do Čech postupovat ze západu od Chebu. Zikmund Lucemburský měl mezitím se svou uherskou armádou zaútočit z východu přes Moravu spolu s oddíly svého zetě rakouského vévody Albrechta Habsburského. Tažení měly podpořit také oddíly míšeňských markrabat, slezských knížat a lužických měst, které dostaly za úkol souběžně s hlavními sbory postoupit do Čech ze severu a ze severovýchodu přes Kladsko.

## Průběh výpravy

### Tažení rýnských kurfiřtů

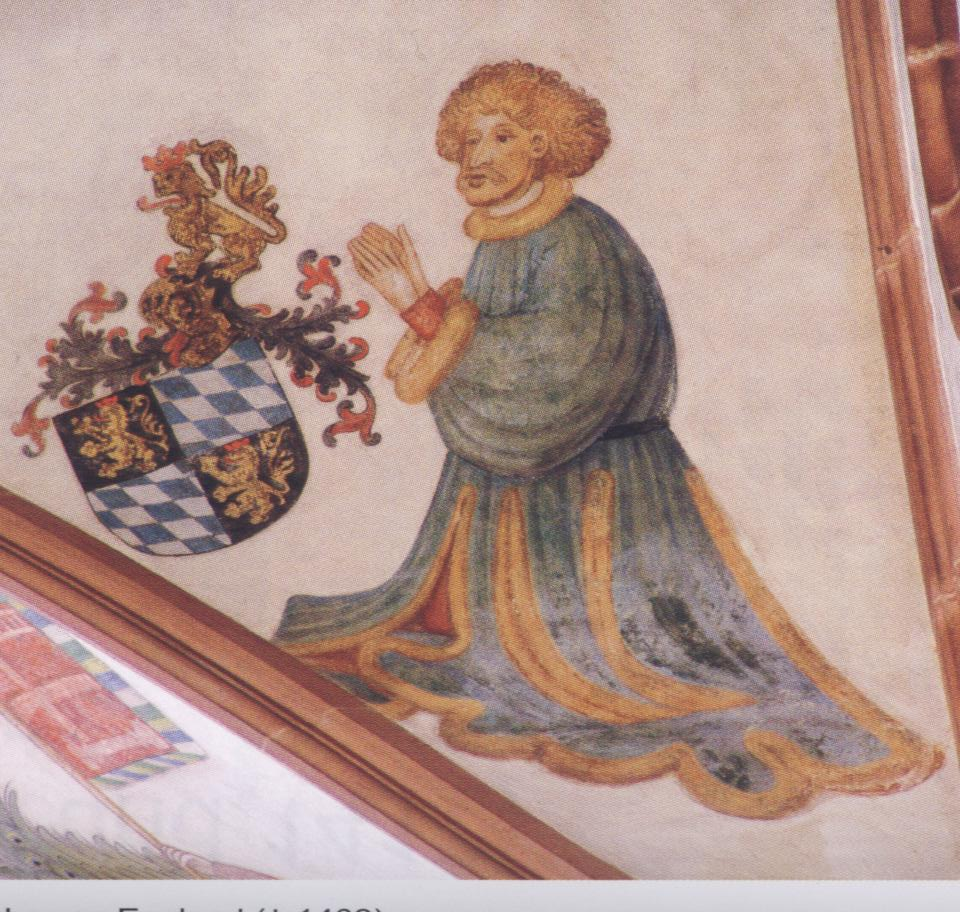
Rýnský falckrabě Ludvík III. Falcký, jeden z vůdců západní části výpravy

Západní část křižáckých vojsk shromážděných u Chebu vtrhla v čele s kurfiřty Ludvíkem, Dětřichem a Otou do Čech 28. srpna. První proud, vedený falckrabětem Ludvíkem, poté postupoval přes Kynžvart a Žlutice k Mašťovu, kterého se říšské vojsko zmocnilo po dvoudenním obléhání. Druhá část křižáků vedená arcibiskupy z Kolína a Trevíru táhla do vnitrozemí podél Ohře. Obě vojska se spojila před Kadaní, bráněnou pražským hejtmanem Ojířem z Očedělic. Po obsazení města křižáci, jejichž řady posílily také oddíly míšeňských markrabat, saského vévody Albrechta III. a braniborského markraběte Fridricha, postupovali k Chomutovu, odkud před útočníky většina obránců bez boje prchla.
Kvůli bezohlednému drancování se mnoho husitských obyvatel z oblasti uchýlilo za hradby města Žatec. Ten byl katolíky obležen někdy kolem 10. září. Obléhatelé byli žateckými obránci šestkrát odraženi při pokusu o překonání městských hradeb. Dobře předzásobené město navíc během obléhání netrpělo většími problémy kvůli nedostatku potravin. Těžkosti se zásobováním však brzy zavládly v křižáckém táboře a mnozí velitelé doporučovali upustit od neúčinného obléhání a raději pokračovat v drancování vnitrozemí. Ludvík III. však přesto nadále trval na obsazení Žatce. Pražané zaměstnaní obranou svých opěrných bodů[které?] hned na několika místech[které?] nevyrazili obleženému Žatci na pomoc a část jejich vojska pouze vyčkávala u Slaného na příchod panských spojenců a táborů vedených Janem Žižkou. Přesto se v ležení obléhatelů před Žatcem rozšířily zprávy o blížícím se husitském vojsku. Křižácký tábor zachvátila panika znásobená požárem, který vzplál v části ležení. Dílo zkázy a velké křižácké ztráty pak způsobil výpad žateckých obránců. 2. října začali křižáci ustupovat zpět za hranice.
| „                  | Ale dříve než král Zikmund pospíšil k jejich vojsku z Uher, kde tehdy byl, stoupal křik a kvílení žen, panen a vdov k uším Pána Ježíše a hněv Boží a spravedlivá pomsta stihla všechno nepřátelské vojsko. Neboť podivným způsobem obrátil všemohoucí Bůh na útěk tak nelidský lid, aniž ho kdo napadl. Neboť dne druhého října se řízením Boží prozřetelnosti vojsku na mnohých místech vzňaly stany; ukázalo se totiž cosi jako modrý sloup nad stany, přenášející se z jednoho stanu na druhý, a kde ten sloup stál, tam oheň pohlcoval stany. A všichni, nechavše své věci, útěkem stěží mohli zachrániti život. A když ten skutek viděli Žatečtí, stíhali je v několika tisících, mnoho set jich pobili, a zajavše mnohé živé, dovedli je do vězení, provolávajíce slávu Bohu s nesmírným díkůčiněním, že rozprášil jejich nepřátele a pronásledovatele své pravdy. | “ |
| — Husitská kronika | |   |

### Tažení Zikmunda Lucemburského

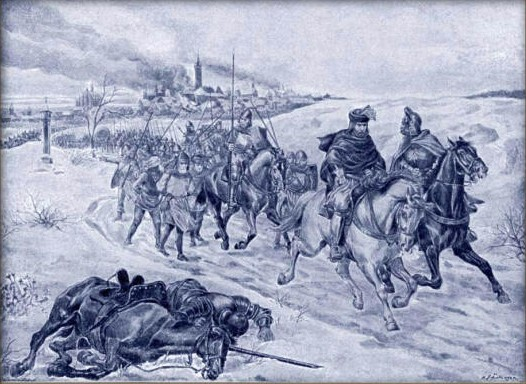
Útěk krále Zikmunda Lucemburského z Kutné Hory

Krále Zikmunda Lucemburského v létě zdržely přípravy sňatku jeho dcery Alžběty s vévodou Albrechtem a obnovený nápor ze strany Turků. Král, který jen pomalu sbíral své uherské síly, proto nestihl vtrhnout do českých zemí zároveň s říšským vojskem. Vyrazil teprve počátkem října, kdy v čele své uherské armády a rakouských oddílů zetě Albrechta Habsburského postoupil na Moravu. 18. října se pak v dobytém Brumově dozvěděl o neslavném konci tažení říšských velmožů a o jejich útěku od Žatce. Před koncem měsíce pak jeho vojsko obsadilo Uherské Hradiště, kde Zikmund svěřil generální velení nad vojskem uherského magnáta Ladislavu Blagayovi. Ten okolo 25. října vytáhl do bitvy proti vojsku Nového Tábora, centra radikálních husitů na Moravě, a posádce Uherského Ostrohu v majetku Haška z Valdštejna, které porazil. Bitvy se rovněž účastnili vůdci Nového Tábora Bedřich ze Strážnice a také Tomáš z Vizovic, který v bitvě padl, podle dobových záznamů snad zásahem kopí samotného Blagaye. Bedřich ze Strážnice z bojiště s částí mužstva uprchl, zbylí husité se stáhli za hradby Uherského Ostrohu či se rozutekli do okolí. Po vítězném střetu začalo vojsko křížové výpravy ihned obléhat Uherský Ostroh, který však obléhacím operacím odolal. Zikmund následně vydal pokyn k tažení vojska do Čech.
Většina moravské šlechty se 17. listopadu na Zikmundem svolaném sněmu v Brně zřekla Čtyř pražských artikulů a byl zde založen protihusitský landfrýd Morava. Proti blížícímu se králi vytáhla do pole spojená vojska pražanů, táborů a orebitů, mezi nimiž nechyběly ani vojenské oddíly husitských pánů. Vrchním husitským velitelem byl pravděpodobně Jan Žižka. Zikmundovo vojsko postupovalo z Brna na Jihlavu a poté zamířilo na sever ke Kutné Hoře, která byla sice v rukou kališníků, ale velkou část jejího obyvatelstva tvořili převážně německy mluvící katolíci, nadále loajální králi. Husité si uvědomovali, že obrana města s obyvatelstvem nakloněným králi by byla příliš riskantní, a proto rozložili vozovou hradbu necelých 500 metrů na západ za městskými hradbami. Křižáci byli několikrát odraženi při pokusu o prolomení husitských vozů, avšak jednání mezi kutnohorskými měšťany a Zikmundem vedla ke zradě města a kališníci se ocitli v obklíčení. Janu Žižkovi se podařilo nepřátele překvapit a 22. prosince se husitskému vojsku povedlo prolomit obklíčení a ustoupit do Kolína. Křižáci si tento ústup vysvětlili jako své vítězství a bezstarostně se utábořili v okolí Kutné Hory.
Husité však poté, co doplnili síly, vyrazili počátkem roku 1422 zpátky ke Kutné Hoře, kde nic netušící nepřátele 6. ledna zcela zaskočili a tvrdým úderem je obrátili na útěk. V noci ze 6. na 7. ledna zapálili ustupující křižáci Kutnou Horu, která opět padla do rukou kališníků. Prchající Zikmundovo vojsko husité pronásledovali a 9. ledna je tvrdě porazili u Haber. Naposledy se ustupující křižáci pokusili zformovat k boji u Německého Brodu, aby tak před pronásledovateli kryli králův ústup na Moravu. Husité však i tentokrát velice brzy obrátili křižáky na útěk. Velké ztráty v řadách Zikmundových vojáků zde způsobil jejich zmatený přechod zamrzlé řeky Sázavy. Někteří z katolických velitelů se dobrovolně přihlásili k obraně města, čímž se hrdinsky snažili krýt Zikmundův ústup. Kališníci se však po tvrdém boji zmocnili Německého Brodu hned 10. ledna. Odpor proti králi si husitští vojáci, patrně proti vůli slepého hejtmana Žižky, vybili na místním obyvatelstvu. Z Německého Brodu po vyplenění kališníky zbylo pouze opuštěné spáleniště. Nicméně díky boji o Brod se zbytku křižáků v čele se Zikmundem Lucemburským podařilo uprchnout.

## Důsledky
Druhá křížová výprava do Čech tak stejně jako ta první skončila ostudnou porážkou. Svoji přesilu nedokázali křižáci využít a pro špatné velení a nefungující koordinaci mezi jednotlivými křižáckými vojsky dokázali husité přesouvat své síly podle potřeby a zasadili intervenčním silám rozhodující údery. Úspěchem křižáků bylo obsazení Moravy a vytvoření protihusitského landfrýdu pod Zikmundovým dohledem. Vojenské neúspěchy této kruciáty v kombinaci s příliš vysokými výdaji odradily Zikmunda Lucemburského od osobní účasti na dalších vojenských taženích proti husitům. Král, jehož prestiž v Říši byla tímto neúspěchem znovu velmi poškozena, se v budoucnu koncentroval na diplomatické řešení situace v Čechách.
Porážka druhé křížové výpravy znamenala pro české husity na čas relativní klid od nebezpečí hrozícího ze zahraničí. Avšak absence silného nepřítele, rostoucí neshody v náboženských i politických otázkách a mocenské ambice jednotlivých husitských frakcí vedly mezi kališníky k soupeření a časem dokonce k otevřeným bojům.

#### Prameny
- BŘEZOVÉ, Vavřinec z. Husitská kronika; Píseň o vítězství u Domažlic. Praha: Svoboda, 1979. 427 s.